# Dmitri Loskov
Dmitri Vyacheslavovich Loskov (Russisch: Дми́трий Вячесла́вович Лосько́в) (Koergan, 12 februari 1974) is een Russisch voetbaltrainer en voormalig voetballer. Hij is assistent-trainer van Lokomotiv Moskou.
Loskov speelde tussen 2000 en 2006 25 wedstrijden in het Russisch voetbalelftal, waarmee hij deelnam aan het EK 2004. Hij was zeer succesvol als speler van Lokomotiv Moskou, waarmee hij tweemaal Russisch landskampioen en tweemaal topscorer van de Premjer-Liga werd. Hij is de enige voetballer die sinds de onafhankelijkheid van Rusland twintig seizoenen in de Russische competitie speelde, waarvan 19 op het hoogste niveau. Hij is bij Lokomotiv de speler met de meeste wedstrijden en meeste doelpunten aller tijden.

## Clubcarrière

### Rostselmasj Rostov
Loskov kwam in 1991 bij Rostselmasj Rostov (nu FK Rostov) terecht. Hij speelde dat jaar twee wedstrijden in de Pervaja Liga. Het volgende seizoen werd deze competitie afgeschaft en werd de Russische competitie geïntroduceerd. Op 2 juli 1992 debuteerde hij in de Russische competitie tegen Koeban. Hij speelde uiteindelijk 117 competitieduels voor de club.

### Lokomotiv Moskou
Begin 1996 tekende Loskov een voorlopig contract bij Lokomotiv Moskou, maar hij besloot nog één seizoen bij Rostselmasj te blijven. In 1997 maakte hij de overstap naar Lokomotiv. Hij debuteerde voor de club op 16 maart 1997 in een wedstrijd tegen Baltika Kaliningrad. Loskov boekte door de jaren heen veel successen met Lokomotiv. Hij won vier keer de Russische voetbalbeker, twee keer de Premjer-Liga en werd tweemaal competitietopscorer. In 2006 werd hij tot aanvoerder verkozen. Loskov speelde 278 competitieduels (95 doelpunten) voor Lokomotiv alvorens hij als gevolg van een langdurig conflict met trainer Anatolij Bysjovets de club in 2007 verliet.

### FK Satoern
Op 5 juli 2007 tekende Loskov een contract voor drie jaar bij FK Satoern. Op 14 juli volgde zijn debuut voor Satoern in een wedstrijd tegen FK Loetsj (2-1 winst). Op 25 augustus 2007 speelt Loskov voor het eerst met Satoern in het Lokomotivstadion tegen zijn oude club Lokomotiv Moskou. Hij benutte na een half uur een strafschop waardoor Satoern met 0-2 wist te winnen. Na de wedstrijd ontving de middenvelder applaus van zowel de fans van Lokomotiv als die van Satoern. Loskov speelde met wisselend succes en nam in de zomer van 2010 afscheid van de club.

### Terugkeer bij Lokomotiv
Op 27 juli 2010 tekende Loskov een contract tot het einde van het kalenderjaar met een optie tot verlenging bij Lokomotiv Moskou en keerde zodoende na 3 jaar terug bij de club. Eind december werd de optie gelicht en de speler kwam vast te liggen tot de zomer van 2012. Op 18 juli 2012 werd Loskov's contract met een seizoen verlengd met wederom een optie tot verlenging, afhankelijk van zijn conditie en fitheid. Aan het einde van het seizoen maakte Lokomotiv bekend dat Loskov's aflopende contract niet verlengd zou worden. De middenvelder speelde in zijn tweede periode 39 wedstrijden waarin hij 4 doelpunten maakte. De club bood hem een baan aan als assistent-trainer van het eerste elftal of hoofdtrainer van het tweede elftal. Hij weigerde dit in eerste instantie in de hoop als eindverantwoordelijke bij een andere club te kunnen gaan werken, maar aanbiedingen bleven uit.

### Afscheidswedstrijd
Op 24 februari 2017 kondigde Lokomotiv aan dat ze Loskov tot het einde van het seizoen 2016/17 vastgelegd hadden. Op 13 mei 2017 vond zijn afscheidswedstrijd plaats op speelronde 28 in een wedstrijd tegen FK Orenburg. Na 13 minuten kreeg hij een publiekswissel toen hij vervangen werd door Aleksej Mirantsjoek. Loskov's wedstrijdshirt met rugnummer 10 werd ondergebracht in Lokomotiv's clubmuseum.

## Interlandcarrière
Loskov maakte op 31 mei 2000 onder bondscoach Oleg Romantsev zijn debuut in het Russisch voetbalelftal in een oefeninterland tegen Slowakije. In 2004 nam hij met Rusland deel aan het EK 2004. Na nederlagen tegen Spanje (1-0) en Portugal (2-0) en een overwinning op Griekenland (2-1) werd Rusland in de groepsfase uitgeschakeld. Loskov speelde enkel mee in de tweede groepswedstrijd tegen Portugal.
| Interlands van Dmitri Loskov voor Rusland | Interlands van Dmitri Loskov voor Rusland | Interlands van Dmitri Loskov voor Rusland | Interlands van Dmitri Loskov voor Rusland | Interlands van Dmitri Loskov voor Rusland | Interlands van Dmitri Loskov voor Rusland | Interlands van Dmitri Loskov voor Rusland |
| №                                         | Datum                                     | Wedstrijd                                 | Uitslag                                   | Soort wedstrijd                           | Doelpunten                                |                                           |
| Als speler bij Lokomotiv Moskou           | Als speler bij Lokomotiv Moskou           | Als speler bij Lokomotiv Moskou           | Als speler bij Lokomotiv Moskou           | Als speler bij Lokomotiv Moskou           | Als speler bij Lokomotiv Moskou           | Als speler bij Lokomotiv Moskou           |
| ----------------------------------------- | ----------------------------------------- | ----------------------------------------- | ----------------------------------------- | ----------------------------------------- | ----------------------------------------- | ----------------------------------------- |
| 1.                                        | 31 mei 2000                               | Rusland – Slowakije                       | 1 – 1                                     | Vriendschappelijk                         | 0                                         |                                           |
| 2.                                        | 4 juni 2000                               | Moldavië – Rusland                        | 0 – 1                                     | Vriendschappelijk                         | 0                                         |                                           |
| 3.                                        | 16 augustus 2000                          | Rusland – Israël                          | 1 – 0                                     | Vriendschappelijk                         | 0                                         |                                           |
| 4.                                        | 21 augustus 2002                          | Rusland – Zweden                          | 1 – 1                                     | Vriendschappelijk                         | 0                                         |                                           |
| 5.                                        | 7 september 2002                          | Rusland – Ierland                         | 4 – 2                                     | Kwalificatie EK 2004                      | 0                                         |                                           |
| 6.                                        | 16 oktober 2002                           | Rusland – Albanië                         | 4 – 1                                     | Kwalificatie EK 2004                      | 0                                         |                                           |
| 7.                                        | 12 februari 2003                          | Cyprus – Rusland                          | 0 – 1                                     | Vriendschappelijk                         | 0                                         |                                           |
| 8.                                        | 13 februari 2003                          | Roemenië – Rusland                        | 2 – 4                                     | Vriendschappelijk                         | 0                                         |                                           |
| 9.                                        | 29 maart 2003                             | Albanië – Rusland                         | 3 – 1                                     | Kwalificatie EK 2004                      | 0                                         |                                           |
| 10.                                       | 20 augustus 2003                          | Rusland – Israël                          | 1 – 2                                     | Vriendschappelijk                         | 0                                         |                                           |
| 11.                                       | 15 november 2003                          | Rusland – Wales                           | 0 – 0                                     | Kwalificatie EK 2004                      | 0                                         |                                           |
| 12.                                       | 31 maart 2004                             | Bulgarije – Rusland                       | 2 – 2                                     | Vriendschappelijk                         | 0                                         |                                           |
| 13.                                       | 28 april 2004                             | Noorwegen – Rusland                       | 3 – 2                                     | Vriendschappelijk                         | 0                                         |                                           |
| 14.                                       | 16 juni 2004                              | Portugal – Rusland                        | 2 – 0                                     | EK 2004                                   | 0                                         |                                           |
| 15.                                       | 17 november 2004                          | Rusland – Estland                         | 4 – 0                                     | Kwalificatie WK 2006                      | 1                                         |                                           |
| 16.                                       | 9 februari 2005                           | Italië – Rusland                          | 2 – 2                                     | Vriendschappelijk                         | 0                                         |                                           |
| 17.                                       | 26 maart 2005                             | Liechtenstein – Rusland                   | 1 – 2                                     | Kwalificatie WK 2006                      | 0                                         |                                           |
| 18.                                       | 30 maart 2005                             | Estland – Rusland                         | 1 – 1                                     | Kwalificatie WK 2006                      | 0                                         |                                           |
| 19.                                       | 4 juni 2005                               | Rusland – Letland                         | 2 – 0                                     | Kwalificatie WK 2006                      | 1                                         |                                           |
| 20.                                       | 8 juni 2005                               | Duitsland – Rusland                       | 2 – 2                                     | Vriendschappelijk                         | 0                                         |                                           |
| 21.                                       | 8 oktober 2005                            | Rusland – Luxemburg                       | 5 – 1                                     | Kwalificatie WK 2006                      | 0                                         |                                           |
| 22.                                       | 12 oktober 2005                           | Slowakije – Rusland                       | 0 – 0                                     | Kwalificatie WK 2006                      | 0                                         |                                           |
| 23.                                       | 1 maart 2006                              | Rusland – Brazilië                        | 0 – 1                                     | Vriendschappelijk                         | 0                                         |                                           |
| 24.                                       | 27 mei 2006                               | Spanje – Rusland                          | 0 – 0                                     | Vriendschappelijk                         | 0                                         |                                           |
| 25.                                       | 16 augustus 2006                          | Rusland – Letland                         | 1 – 0                                     | Vriendschappelijk                         | 0                                         |                                           |

## Trainerscarrière
Op 17 augustus 2016 werd Loskov aangesteld als assistent-trainer van Lokomotiv Moskou.

## Erelijst

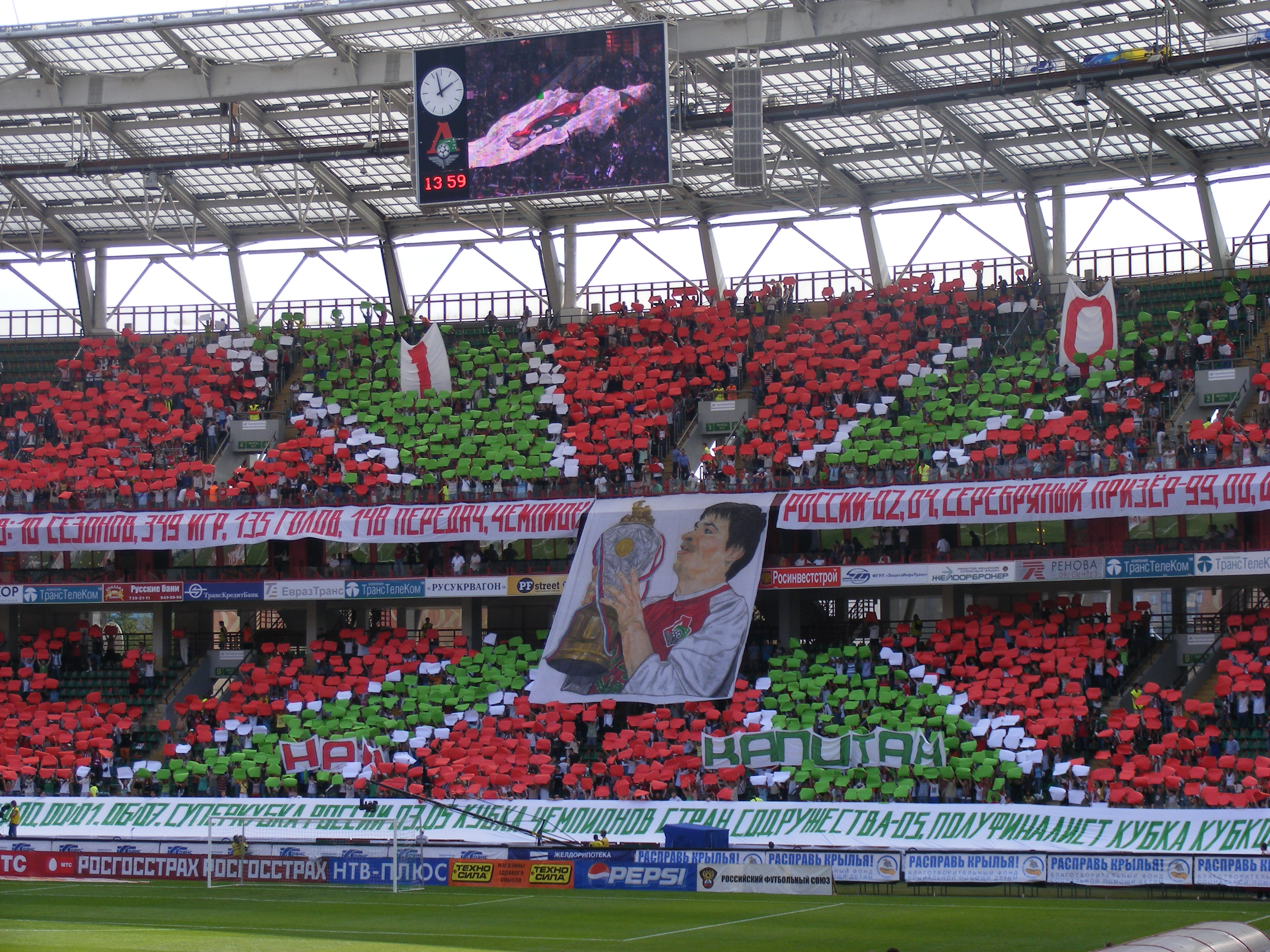
Fans van Lokomotiv verwelkomen hun voormalige speler Dmitri Loskov, speler van Satoern, voorafgaand aan de eerste wedstrijd tegen zijn voormalige club (25 augustus 2007).

| Premjer-Liga           | 2 | 2002, 2004                         |
| Russische voetbalbeker | 4 | 1999/00, 2000/01, 2006/07, 2016/17 |
| Russische supercup     | 2 | 2003, 2005                         |
| GOS-beker              | 1 | 2005                               |

### Individueel
- Russisch voetballer van het jaar (Sport-Express) (2): 2002, 2003
- Russisch voetballer van het jaar (Voetbal (tijdschrift)) (2): 2002, 2003
- Lid van de Grigory Fedotov club[8]
- Topscorer Russische competitie (2): 2000, 2003
- Meeste wedstrijden voor Lokomotiv: 420
- Topscorer aller tijden van Lokomotiv: 128

## Privé
Loskov is een orthodox Christen. Hij liet zich dopen op 33-jarige leeftijd, kort voordat hij Lokomotiv verliet.